# Bệnh viện Pitié-Salpêtrière

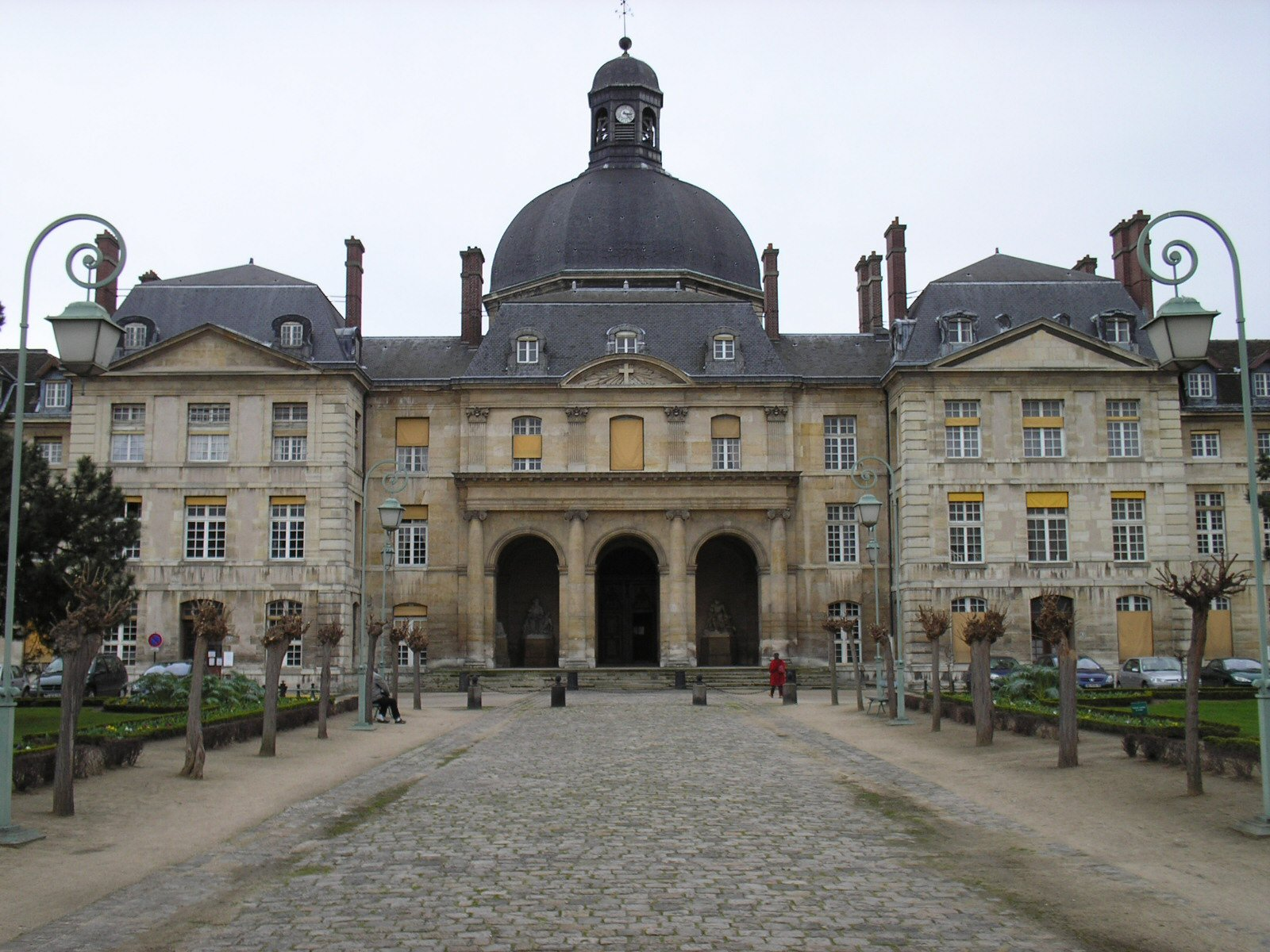
Tòa nhà chính của Pitié-Salpêtrière.

Bệnh viện Pitié-Salpêtrière là một bệnh viện thuộc cơ quan Cứu tế công cộng - Bệnh viện Paris (AP - HP), nằm ở đại lộ Hôpital, Quận 13. Ngày nay, Pitié-Salpêtrière là một trong những bệnh viện lớn nhất châu Âu, đồng thời kèm chức năng đào tạo y khoa. Trong suốt lịch sử của bệnh viện, Pitié-Salpêtrière đã có nhiều bác sĩ và cả bệnh nhân nổi tiếng. Lịch sử bệnh viện bắt nguồn từ dưỡng đường Notre Dame de la Pitié do Marie de Médicis xây dựng vào thế kỷ 17. Trong thế kỷ 17 và 18, Salpêtrière giữ vai trò địa điểm từ thiện của thành phố và trong thế kỷ 19 trở thành một bệnh viên quân y. 
| Métro Paris | Bến tàu điện ngầm: Saint-Marcel hoặc Chevaleret |

## Lịch sử
Từ thời kỳ La Mã cho tới Trung Cổ, vị trí của bệnh viên ngày nay là một khu đất nông nghiệp, bao quanh bởi nhiều đầm lầy kéo dài tới tận bờ sông Seine. Những nông dân nghèo ở Saint Marcel gần đó, tới địa điểm này để trồng rau và nho. Thế kỷ 13, việc khai thác đá bắt đầu được tiếng hành ở đây và kéo dài trong nhiều thế kỷ sau đó.
Năm 1612, Marie de Médicis cho xây dựng dưỡng đường Notre Dame de la Pitié trên vị trí của Nhà thờ Hồi giáo ngày nay. Ngày 6 tháng 6 năm 1636, Louis XIII cho mua lại khu vực này để sử dụng làm nơi sản xuất thuốc súng, mang tên Petit Arsenal hay Salpêtrière. Petit Arsenal hoạt động được 15 năm thì đóng cửa. Louis XIV tặng lại mảng đất cho Nữ công tước Aiguillon. Với sự giúp đỡ của Vincent de Paul, Nữ công tước cho xây dựng một dưỡng đường chuyên giúp đỡ những người hành khất. 

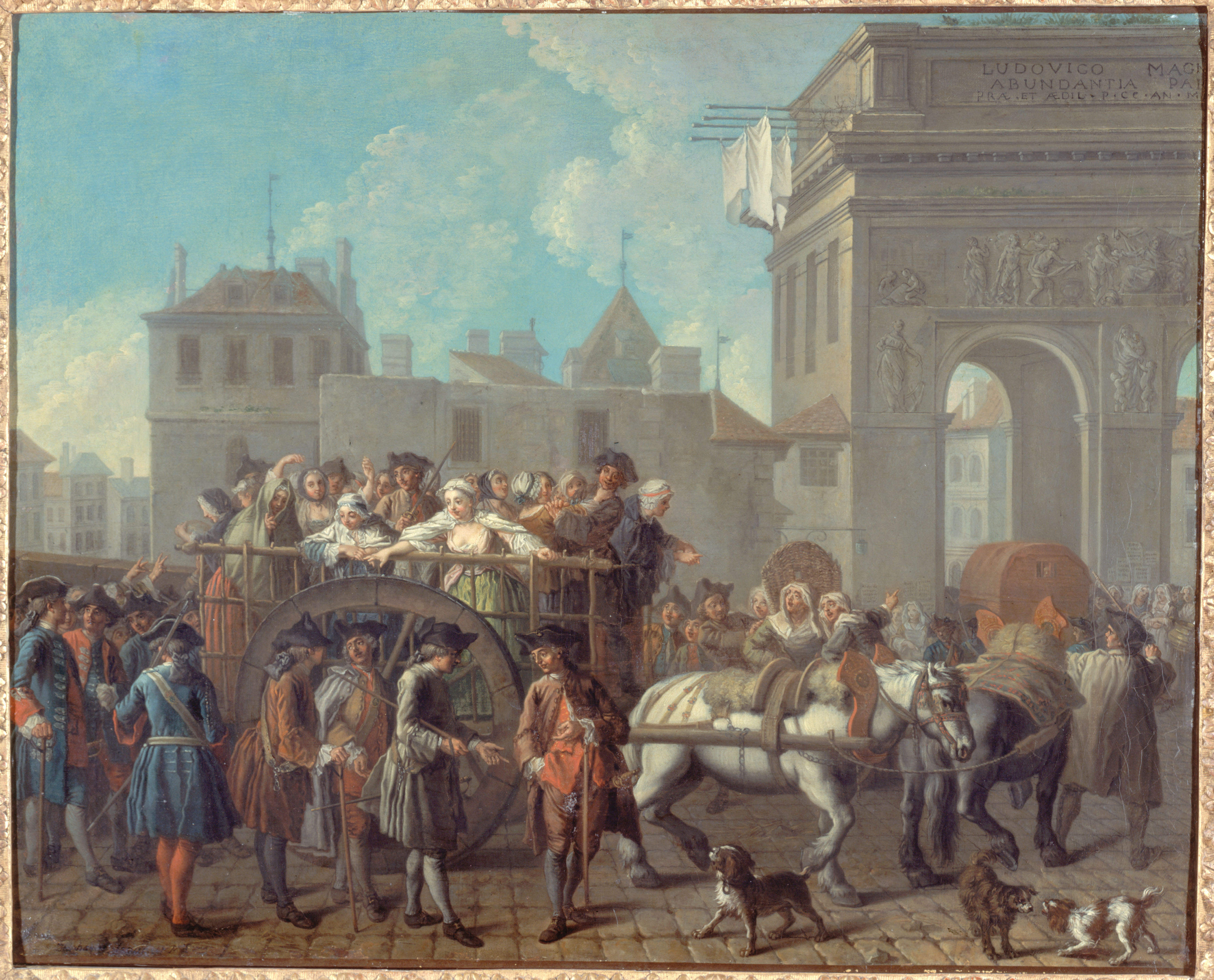
Đưa gái mại dâm về Salpêtrière. Tranh Étienne Jeaurat, bảo tàng Carnavalet.

Ngày 27 tháng 4 năm 1656, Louis XIV ký chiếu dụ xây dựng một bệnh viện dành cho những người nghèo ở Paris. Công trình bao gồm nhiều tòa nhà với các chức năng khác nhau: Pitié dành cho trẻ em, Bicêtre cho đàn ông và Salpêtrière dành cho phụ nữ. Việc xây dựng Salpêtrière được giao cho các kiến trúc sư danh tiếng bậc nhất khi đó: Libéral Bruant, Pierre Le Muet, Louis Le Vau... Năm 1684, Louis XIV cho xây dựng thêm một nhà giam giữ gái mại dâm. Salpêtrière khi đó bao gồm một dưỡng đường và một nhà tù. Các bé gái bị bỏ rơi cũng được tập hợp về đây, nuôi nấng, dạy dỗ cho tới khi trưởng thành. Nhà thờ Saint-Louis de la Salpêtrière trở thành địa điểm tổ chức các đám cưới thập thể cho những thiếu nữ này. Trong hai thế kỷ 17 và 18, Salpêtrière đồng thời là nhà trẻ, nhà cứu tế, dưỡng đường, nhà tù, nhà cải tạo. 
Trong khoảng thời gian từ 1756 tới 1770, Louis XV cho sửa chữa lại và Salpêtrière dần có được dàng vẻ như ngày nay. Thời Louis XVI, Paris được mở rộng, Salpêtrière thuộc về nội ô thành phố. Vào thời kỳ Cách mạng Pháp, sau khi cách chức toàn bộ ban giám đốc Salpêtrière, Quốc hội lập hiến giao cho Hội đồng thành phố quản lý bệnh viện. Salpêtrière từ một khu vực khép kín dành cho phụ nữ trở thành một nơi trụy lạc, địa điểm các sans-culotte (người cách mạng) tìm đến để thỏa mãn. Trong vụ thảm sát Tháng Chín, ngày 4 tháng 9 năm 1792, 35 phụ nữ đã bị những người tới từ nhà tù Bicêtre giết chết. Tới cuối năm 1792, Salpêtrière dần yên tĩnh trở lại.
Thế kỷ 19, Salpêtrière dần trở thành một bệnh việc thực sự. Trong thời gian chiến tranh, năm 1814, Pitié phải đón tiếp các nhóm lính nước ngoài. Còn Salpêtrière dành cho binh lính Pháp. Cách mạng 1848, dưỡng đường bị bãi bọ và tới 1849, cơ quan Cứu tế công cộng được thành lập. Salpêtrière chủ yếu dành cho những nữ bệnh nhân tâm thần, phụ nữ già. Cuối Đệ nhị đế chế, năm 1870, Salpêtrière được sử dụng làm bệnh viện quân y.
Thế kỷ 20, Salpêtrière trở thành một bệnh viện đa khoa. Pitié được xây dựng lại và hợp nhất với Salpêtrière vào năm 1964. Năm 1966, khoa Y thành lập. Pitié-Salpêtrière được đầu tư trong một khoảng thời gian dài, trở thành một trong những bệnh viện lớn nhất châu Âu.
Bệnh viện có Institut du cerveau et de la moelle épinière.

## Bệnh viện

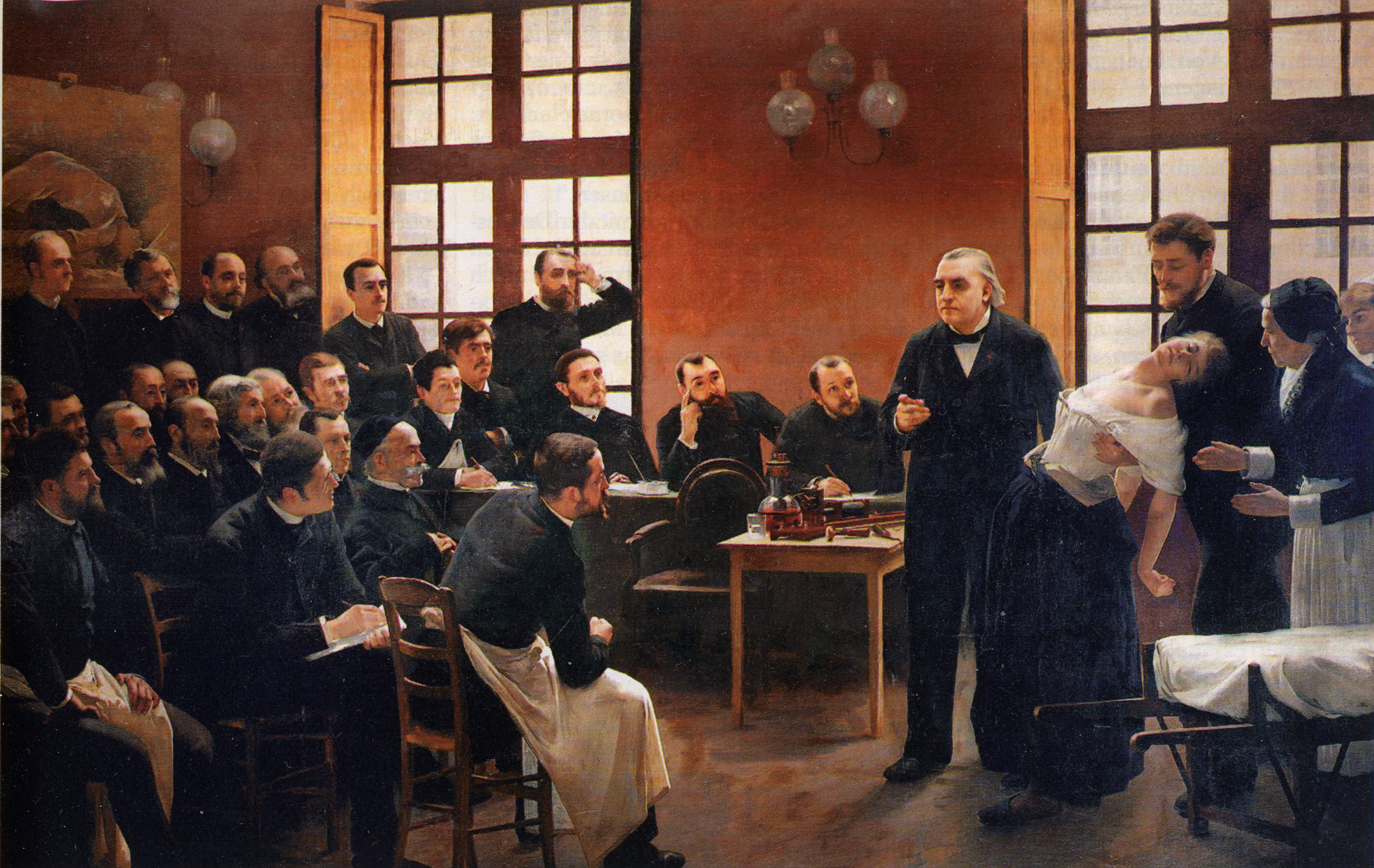
Một bài học lâm sàng ở Salpêtrière. Tranh André Brouillet, treo tại Đại học Paris V.

Nằm ở số 47-83, đại lộ Hôpital, bệnh viện Pitié-Salpêtrière chiếm một khu vực rộng bên sông Seine. Toàn bộ Pitié-Salpêtrière có 1826 giường bệnh với 6446 nhân viên. Năm 2005, ngân sách bệnh viện khoảng hơn 500 triệu euro, trong đó hơn 25 triệu dành cho đầu tư. Bệnh nhân của Pitié-Salpêtrière chủ yếu thuộc vùng Île-de-France, chiếm 83,6%. Còn lại là những bệnh nhân đến từ các tỉnh và khoảng 1,8% bệnh nhân nước ngoài..
Đã có nhiều vận động viên, ngôi sao điện ảnh cũng như chính khách từng là bệnh nhân của Pitié-Salpêtrière. Trong số đó có thể kể tới Michael Schumacher, Ronaldo, Rainier của Monaco, Alain Delon, Gerard Depardieu ; Tổng thống Jacques Chirac. Nữ nghệ sĩ Josephine Baker mất tại Pitié-Salpêtrière ngày 12 tháng 4 năm 1975. Công nương Diana sau khi bị tai nạn ở đường hầm cầu Alma ngày 31 tháng 8 năm 1997 đã được đưa về Pitié-Salpêtrière và mất tại đây.

### Các bác sĩ nổi tiếng
Trong lịch sử của bệng viện, đã có nhiều bác sĩ nổi tiếng làm việc tại Pitié-Salpêtrière.
- Jean-Martin Charcot (1825-1893)
- Sigmund Freud (1856 - 1939)
- Joseph Babinski (1857 - 1932)
- Philippe Pinel (1745-1826)
- Jean-Étienne Esquirol (1772-1840)
- Étienne-Jean Georget (1795 - 1828)
- Ernest-Charles Lasègue (1816-1883)
- Alfred Vulpian (1826-1893)
- Paul Richer (1849-1933)
- Georges Gilles de la Tourette (1857-1904)
- Pierre Janet (1859-1947)
- Christian Cabrol (1925-)